# Wolfgang Heilemann
Wolfgang „Bubi“ Heilemann (* 7. Oktober 1942 in Zielkeim,  Landkreis Samland, Ostpreußen) ist ein deutscher Fotograf. Bekannt wurde er vor allem als „Rockfotograf“ bekannter Künstler der 1960er und 1970er Jahre.

## Leben und Wirken
Wolfgang Heilemann kam nach dem Krieg mit seiner Familie nach Hannover, lernte dort Fotofachverkäufer und besuchte eine Fotoschule. 1965 wurde er in München Redakteur des Magazins „Lupo modern“ von Rolf Kauka. Später widmete er sich wieder der Fotografie und wurde Fotograf bei der Zeitschrift „OK“, die von der Bravo übernommen wurde, für die Wolfgang Heilemann einer der Starfotografen wurde. Er fotografierte über 250 Titelbilder bzw. Bravo-Starschnitte und porträtierte Gruppen und Künstler wie ABBA, Roy Black, AC/DC, die Bay City Rollers, Rod Stewart, The Sweet und Alice Cooper, den er 1973 bis 1975 auf seinen Tourneen begleitete. Dabei konnte er die Künstler sowohl auf der Bühne als auch im Studio, Backstage und zu Hause fotografieren.
1980 wurde Wolfgang Heilemann Stellvertretender Chefredakteur der Bravo. 1983 wurde er Programmchef bei Bauer TV, wo er die Sendung Bravo TV entwickelte. Für die Bundeszentrale für gesundheitliche Aufklärung arbeitete er 1991 an dem Film zur Suchtprävention Lieber frei als high. mit.
Wolfgang Heilemann ist Geschäftsführer der in München ansässigen „Interstar GmbH für Presse- und Werbeproduktionen“. Zusammen mit dem im April 2021 verstorbenen Ex-Mitglied der „Bay City Rollers“, Les McKeown, betrieb er einen „Karaoke Spezial Shop“.

## Veröffentlichungen
Neben seinen Bildveröffentlichungen in der Bravo und anderen Zeitschriften wurden mehrere Kalender sowie Bildbände mit Fotografien von Wolfgang Heilemann herausgegeben. Für die meisten der Bildbände verfasste er zusammen mit der Autorin Sabine Thomas auch die Texte.
Kalender
- Pop-Szene. Kalender 1982. Caesar International Art, Stuttgart 1981.
- Nina Hagen. Kalender 1982. Caesar International Art, Stuttgart 1981.
- Abba. Kalender 1982. Caesar International Art, Stuttgart 1981.
- Abba, Beatles, Nina Hagen, King Elvis. Ein Poster-Kalender. Caesar International Art, Stuttgart 1981.
- Die Beatles. Kalender 1982. Caesar International Art, Stuttgart 1982.
- Die Beatles. Paul McCartney, George Harrison, Ringo Starr, John Lennon. Kalender 1983. Caesar International Art, Stuttgart 1982.
- Abba. Kalender 1983. Caesar International Art, Stuttgart 1982.

Bildbände
- Thorsten Schmidt (Hrsg.): ABBA. Eine Karriere in Bildern. Achterbahn, Kiel 2001, ISBN 3-89719-408-2.
- Thorsten Schmidt: Roy Black. Irgend jemand liebt auch Dich. Achterbahn, Kiel 2001, ISBN 3-89719-414-7.
- Abba. Fotografien 1974–1980. Mit Texten von Bubi Heilemann und Sabine Thomas. Schwarzkopf und Schwarzkopf, Berlin 2004, ISBN 3-89602-490-6.
- AC/DC. Hardrock live. Photos 1976–1980. Text: Bubi Heilemann und Sabine Thomas. Schwarzkopf und Schwarzkopf, Berlin 2004, ISBN 3-89602-620-8.
- Bay City Rollers. Das Phänomen in Bildern. Text: Bubi Heilemann und Sabine Thomas. Schwarzkopf und Schwarzkopf, Berlin 2004, ISBN 3-89602-619-4.
- The Sweet. Live on Tour – at Home – studio – backstage – private. Photos 1971–1978. Text: Bubi Heilemann und Sabine Thomas. Schwarzkopf und Schwarzkopf, Berlin 2005, ISBN 3-89602-649-6.
- Rod Stewart. Live, private, backstage. Photos 1970–1980. Text: Bubi Heilemann und Sabine Thomas. Schwarzkopf und Schwarzkopf, Berlin 2005, ISBN 3-89602-647-X.
- Alice Cooper. Live on tour – backstage – private. Photos 1973–1975. Text: Bubi Heilemann und Sabine Thomas. Schwarzkopf und Schwarzkopf, Berlin 2005, ISBN 3-89602-651-8.